# Ханке, Майк
Михаэ́ль Ха́нке (нем. Mike Hanke; 5 ноября 1983, Хамм, Северный Рейн-Вестфалия, ФРГ) — немецкий футболист, нападающий.

## Клубная карьера
Майк — воспитанник небольшой команды «Вишерхёфен». Провёл в ней семь лет, и в 1996 году перешёл в клуб «Хаммер». Спустя три года отправился в «Бохум». 4 мая 2002 года Ханке дебютировал в Бундеслиге за «Шальке 04». В 2005 году он был продан в «Вольфсбург». Спустя два года, в мае 2007 года стал игроком «Ганновера 96».
В декабре 2010 года он перешёл в мёнхенгладбахскую «Боруссию». В конце мая 2013 года Ханке стал подписал контракт с «Фрайбургом.»

## Сборная
Первый матч за Сборную Германии по футболу Ханке сыграл 8 июня 2005 года. А свой первый гол в сборной Михаэль забил в матче на Кубок конфедераций 2005 против Туниса, но в матче против мексиканцев был удалён.
На чемпионате мира по футболу 2006 Майк пропустил пол турнира из-за красной карточки, полученной годом ранее на Кубке конфедераций. В матче за третье место против Португалии он вышел на поле, заменив Лукаса Подольски. 